# Charleston Open 2022
Charleston Open 2022 este un turneu profesionist de tenis care se joacă în Charleston, Statele Unite, pe terenuri cu zgură verde, în exterior. Este a 49-a ediție și este un turneu de nivel WTA 500 în WTA Tour 2022. Este singurul turneu care se joacă pe zgură verde.

## Campioni

### Simplu
Pentru mai multe informații consultați Charleston Open 2022 – Simplu

### Dublu
Pentru mai multe informații consultați Charleston Open 2022 – Dublu

## Puncte și premii în bani

### Puncte
| Probă          | C   | F   | SF  | QF  | R16 | R32 | R64 | Q   | Q2  | Q1  |
| Simplu feminin | 470 | 305 | 185 | 100 | 55  | 30  | 1   | 25  | 13  | 1   |
| Dublu feminin  | 470 | 305 | 185 | 100 | 1   | N/A | N/A | N/A | N/A | N/A |

### Premii în bani
| Probă          | C       | F       | SF      | QF      | R16    | R32    | R64    | Q2     | Q1     |
| Simplu feminin | $68,570 | $50,130 | $26,745 | $12,670 | $6,480 | $4,100 | $3,330 | $2,000 | $1,020 |
| Dublu feminin  | $25,230 | $17,750 | $10,000 | $5,500  | $3,500 | N/A    | N/A    | N/A    | N/A    |